# Cúspide de Carabelli
 La cúspide de Carabelli, o el tubérculo de Carabelli, o el tuberculum anomale de Georg Carabelli, es una pequeña cúspide adicional en el lado interno de los molares superiores. Esta cúspide adicional generalmente se encuentra en el primer molar, y se vuelve progresivamente menos probable en el segundo y tercer molar. Esta cúspide está completamente ausente en algunos individuos y presente en otros en una variedad de formas. En algunos casos, la cúspide de Carabelli puede rivalizar con las cúspides principales en tamaño. Otras formas relacionadas incluyen crestas, hoyos o surcos. Esta cúspide adicional fue descrita por primera vez en 1842 por el húngaro Georg Carabelli (Carabelli György), el dentista de la corte del emperador austríaco Franz. 
La cúspide de Carabelli es una característica heredable. Kraus (1951) propuso que la homocigosidad de un gen es responsable de un tubérculo pronunciado, mientras que el heterocigoto muestra surcos, agujeros, tubérculos o protuberancias leves. Estudios posteriores mostraron que el desarrollo de este rasgo se ve afectado por múltiples genes. La cúspide de Carabelli es más común entre los europeos (75-85% de los individuos) y más rara en las islas del Pacífico (35-45%), aunque no se hace referencia a ningún estudio aquí para respaldar esa afirmación. 
A pesar de que es a veces referido a en textbooks como la Cúspide de Carabelli, es de hecho un tubérculo, esto se refiere a que normalmente solo tiene esmalte, y raras veces contiene dentina, y nunca tiene una raíz debajo.